# أسكوت
هي بلدة صغيرة أو قرية إنكليزية تقع غرب مقاطعة بيركشير وتبعد حوالي 25 ميل عن لندن عدد سكانها يبلغ حوالي 5100 حسب تعداد 2001 .

## أعلام
- روس فيشر
- بوريس بيريزوفسكي
- تيم براون
- ساره هاردنغ
- بين آدامز
- هنري ليدل
- لويس مودي